# 嶋崎郁

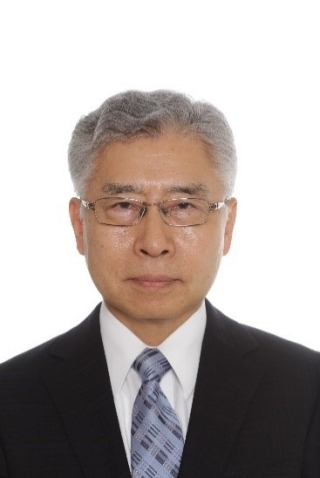
嶋崎郁

嶋崎 郁（しまざき かおる、1958年〈昭和33年〉6月13日 - ）は、大分県出身の日本の外交官。
在デュッセルドルフ総領事、大臣官房儀典長、駐チェコ大使などを経て、2020年9月から2022年10月まで駐ヨルダン大使を務めた。2022年10月依願免職。

## 略歴
- 1991年3月　慶應義塾大学法学部法律学科卒業
- 1982年4月　外務省入省
- 1998年2月　在インドネシア日本国大使館 一等書記官
- 1999年1月　在インドネシア日本国大使館 参事官
- 2000年10月　宮内庁東宮侍従
- 2003年4月　外務省大臣官房海外広報課長
- 2004年8月　大臣官房広報文化交流部総合計画課長
- 2005年3月　在ドイツ日本国大使館 参事官
- 2006年7月　在ドイツ日本国大使館 公使
- 2008年8月　在スリランカ日本国大使館 公使
- 2011年8月　警察庁長官官房付（警視長）
- 2011年9月　群馬県警察本部長（警視監）
- 2013年9月　外務省在デュッセルドルフ日本国総領事館 総領事
- 2015年7月　大臣官房儀典長（大使）
- 2017年9月　チェコ国駐箚 特命全権大使
- 2020年9月　ヨルダン国駐箚 特命全権大使
- 2022年10月　依願免職

## 同期
- 秋葉剛男（21年国家安全保障局長・18年外務事務次官）
- 伊藤伸彰（16年ウズベキスタン大使）
- 岡浩（21年エジプト大使・19年マレーシア大使・16-17年トルコ大使）
- 斎木尚子（17年外務省研修所長・15年国際法局長）
- 能化正樹（21年駐スウェーデン大使・18年駐エジプト大使）
- 髙岡望（21年カメルーン大使）
- 髙瀨寧（21年ラトビア大使・17年メキシコ大使・14年中南米局長）
- 林肇（20年英国大使・19年内閣官房副長官補・17年ベルギー大使）
- 引原毅（19年ウィーン代表部大使・15年ラオス大使）
- 藤村和広（22年フィンランド大使・18年キューバ大使）
- 星山隆（22年ボツワナ大使）
- 柳秀直（20年ドイツ大使・17年ヨルダン大使）
- 新井辰夫（18年セネガル大使・15年ジブチ大使）
- 岩藤俊幸（17年ジンバブエ大使）
- 倉光秀彰（21年モロッコ大使・18年コートジボワール大使）
- 中山泰則（20年ギリシャ大使）
- 平木塲弘人（18年外務省研修所副所長）
- 山田淳（2021年カザフスタン大使・2018年アルメニア大使）
- 山本条太（21年オマーン大使・19年関西担当大使・16年フィンランド大使）
- 松田邦紀（2021年ウクライナ大使・2018年パキスタン大使）